# فاو-۲
موشک فاو-۲ (به آلمانی: V-2) که توسط انگلیسی‌زبانان وی-۲ نیز خوانده می‌شود، نخستین موشک بالیستیک دوربرد هدایت‌شونده بود که در اواخر جنگ جهانی دوم در آلمان تولید شد. این موشک از یک موتور راکت سوخت مایع بهره می‌گرفت و برای بمباران راهبردی اهداف متفقین به‌کار رفت. فاو-۲ نخستین ساختهٔ دست انسان بود که از خط کارمان در ۲۰ ژوئن سال ۱۹۴۴ عبور کرد و وارد فضا شد.
با شکست آلمان و پایان جنگ، این موشک‌ها و طرح‌های مربوط به آن به همراه سازندگانش به‌دست نیروهای ایالات متحده و شوروی افتادند و زمینهٔ ساخت دیگر موشک‌های بالیستیک نظامی و راکت‌های مورد استفاده در صنعت فضانوردی در هر دو کشور را فراهم آورد.

## تاریخچه
نخستین پرتاب آزمایشی فاو-۲ در اکتبر ۱۹۴۲ انجام شد. بین سال‌های ۱۹۴۳ تا ۱۹۴۵ نیروی هوایی بریتانیا و ایالات متحده طی ۶۸٬۹۱۳ حملهٔ هوایی بیش از ۱۲۲ هزار تن مواد منفجره را علیه مکان‌های ساخت و شلیک موشک‌های فاو-۱ و فاو-۲ استفاده کردند تا جلوی ادامهٔ ساخت و شلیک این موشک‌ها را بگیرند، این حملات نقش مؤثری در کاهش تولید و استفاده از این موشک‌ها در جنگ گذاشت. موشک فاو-۱ با وجود نام مشابه شباهتی به فاو-۲ نداشت. فاو-۱ برخلاف فاو-۲ در ارتفاع بسیار پایین حرکت کرده و از موتور جت استفاده می‌کرد و در واقع نوعی هواپیمای بدون سرنشین و اولین نمونه از موشک کروز محسوب می‌شد.
نام این موشک، کوتاه‌شدهٔ اصطلاح آلمانی 2 Vergeltungswaffe به معنی «سلاح انتقامی ۲» است.
ورنر فون براون و همکارانش این موشک را زیر نظر ورماخت طراحی کرده و ساختند. در جریان آزمایش نمونه‌های اولیه، یکی از موشک‌های آنان به نخستین وسیلهٔ ساخت بشر تبدیل شد که به فضا رفت.
آلمان بیش از ۶٬۰۰۰ موشک فاو-۲ ساخت که بیش از ۳٬۰۰۰ فروند از آن‌ها را علیه هدف‌هایی در بلژیک و هلند و بریتانیا به‌کار برد.

## ویژگی‌های فنی
این موشک از سوختی با ترکیب ۷۵٪ اتانول/۲۵٪ آب بهره می‌گرفت. این آب اضافی، شعله را سردتر و پایدارتر می‌کرد و همچنین تنش حرارتی وارد بر نازل را کاهش می‌داد.
برای بررسی عملکرد آئرودینامیکی این موشک و یافتن مرکز فشار آن از یک تونل باد فراصوت بهره گرفته شد. حجم محفظهٔ این تونل باد، ۴۰ سانتی‌متر مکعب بود و در تاریخ ۸ اوت ۱۹۴۰ یک مدل از این موشک با سرعت ۱٫۸۶ ماخ، مورد آزمایش قرار گرفت. آزمایش‌هایی در ماخ ۱٫۵۶ و ۲٫۵ هم پس از تاریخ ۲۴ سپتامبر ۱۹۴۰ انجام شد.
موتور این موشک تا ۶۵ ثانیه پس از پرتاب روشن می‌ماند. در این مدت یک موتور برنامه‌پذیر، گرای موشک را در زاویه‌ای ثابت نگه می‌داشت. پس از خاموش شدن موتور، موشک مسیر سقوط آزاد بالستیک را می‌پیمود و تا ارتفاع ۸۰ کیلومتر (۵۰ مایل) اوج می‌گرفت.

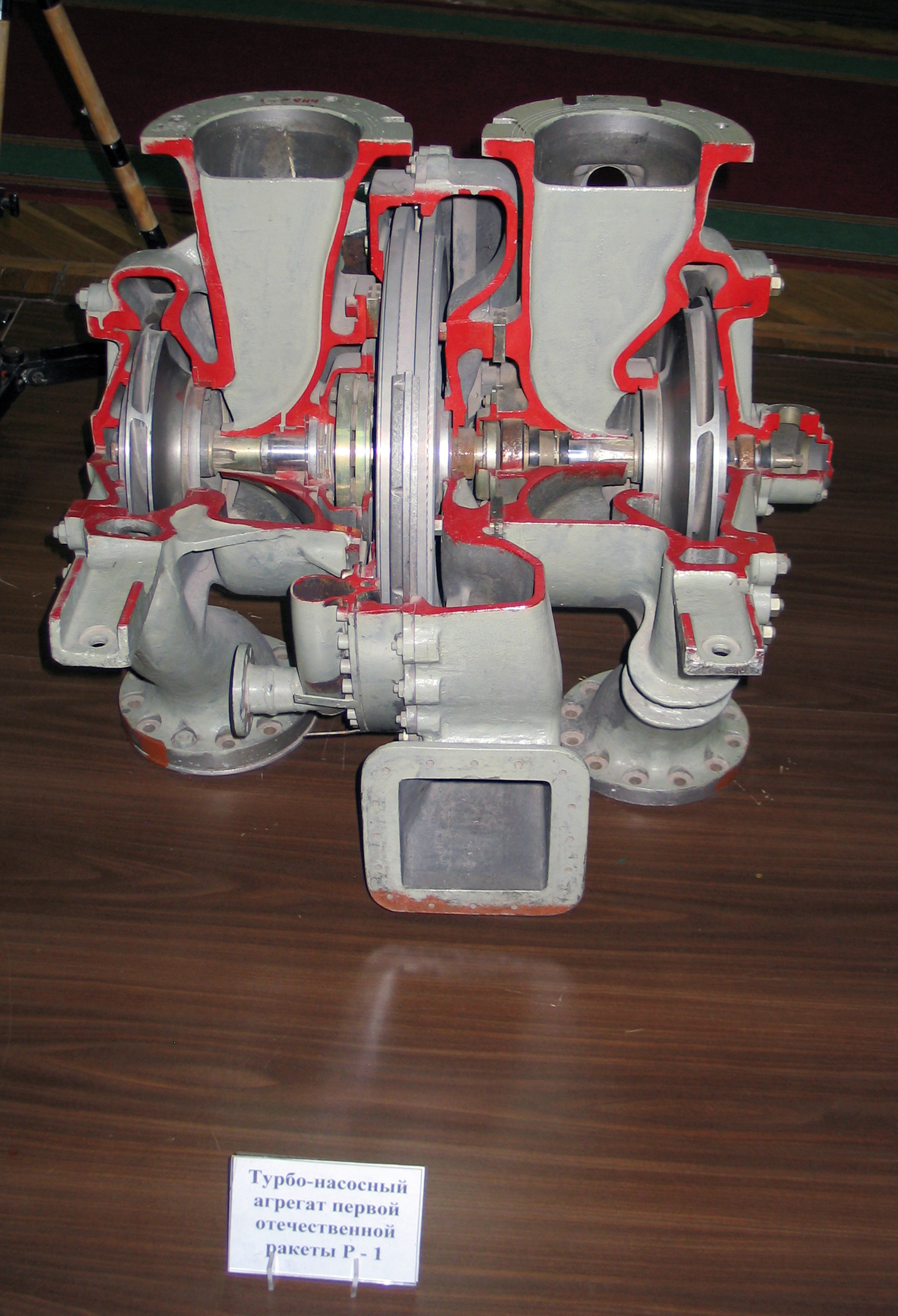
توربوپمپ راکت آر-۱ ساخت اتحاد جماهیر شوروی که کپی کاملی از فاو-۲ بود.

هر دو پمپ سوخت (آب و اتانول) و پمپ اکسنده (اکسیژن مایع) به همراه یک توربین بخار بر روی یک شفت قرار داشتند و بخار آب حاصل از تجزیهٔ آب‌اکسیژنه با غلظت بسیار بالا توسط سدیم پرمنگنات، توربین و در نتیجه پمپ‌ها را می‌چرخاند. وزن این سیستم توربوپمپ برابر ۴۵۰ کیلوگرم بود و توانی معادل ۵۵۰ اسب بخار را تولید می‌کرد.

## پس از جنگ جهانی دوم

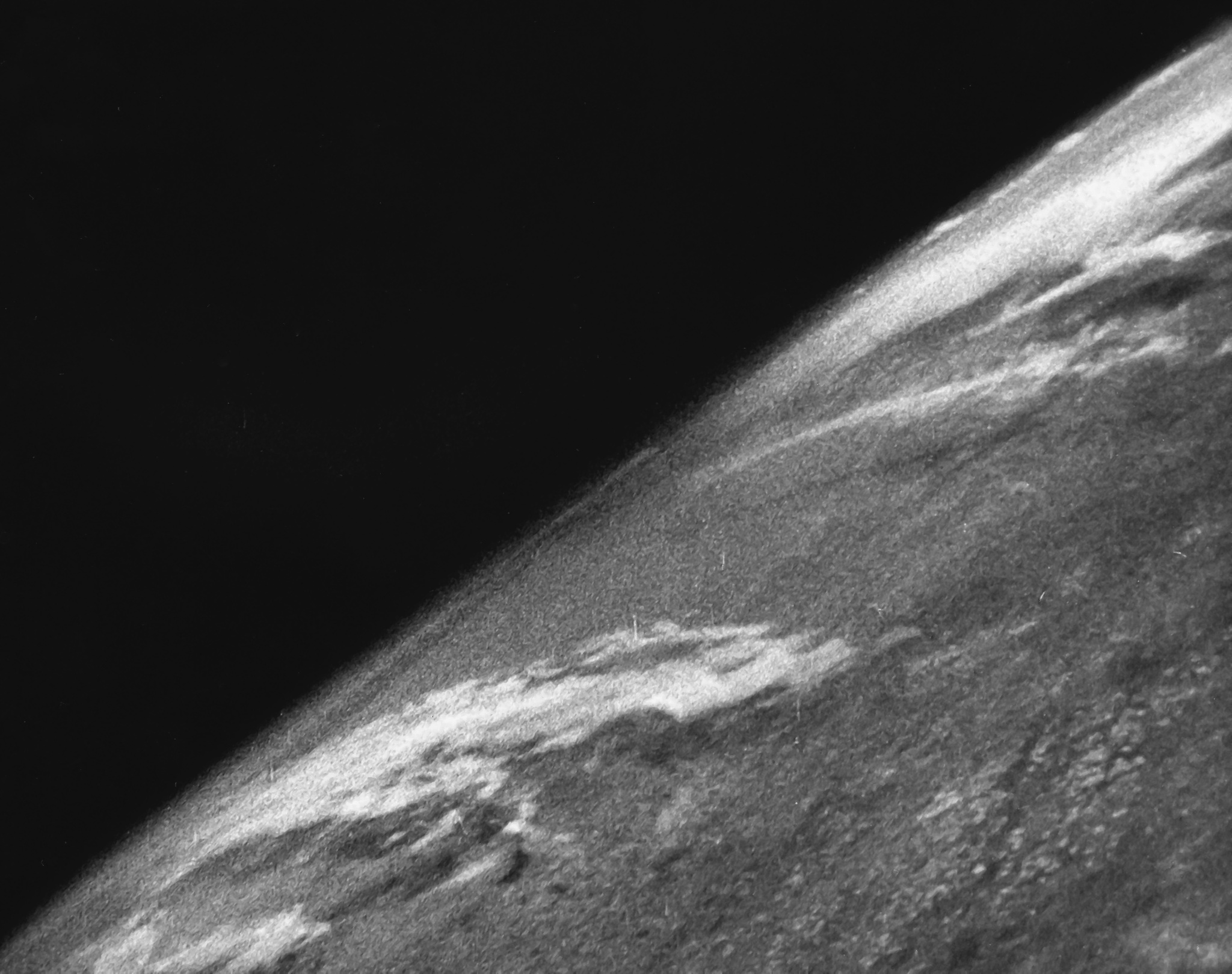
اولین تصویر زمین از فضا برداشته‌شده توسط موشک فاو-۲ شماره ۱۳ در ۱۹۴۶.

آمریکایی‌ها تعدادی از موشک‌های وی-۲ را که غنیمت جنگی متفقین از کارخانه‌ها و زرادخانه‌های آلمانی بود، تصاحب کردند. آن‌ها این موشک‌ها را به همراه ورنر فون براون و تعدادی از همکارانش به ایالات متحده منتقل کردند و در سال ۱۹۴۶ و پس از اتمام جنگ جهانی دوم، فون براون تبدیل به یک دانشمند موشکی آمریکایی شد.

### اکتشاف فضا
فون براون به همراه دانشمندان آمریکایی مشغول کار بر روی نقشه‌های جدید موشکی و همچنین ارسال آزمایشی فاو-۲های باقی‌مانده به فضا شد. یکی از مهندسان این گروه با نام کلاید هالیدی هم دوربین ۳۵ میلی‌متری را ابداع کرده بود که می‌توانست بر روی موشک نصب شده و هر ۱٫۵ ثانیه یک عکس بگیرد. البته دیگر دانشمندان اهمیت چندانی برای عکاسی و تصویربرداری در این پروژه قائل نبودند. آن‌ها تنها به دنبال اطلاعات بیشتر دربارهٔ اشعه‌های کیهانی و کارایی آیرودینامیکی موشک‌ها بودند.
اولین تصویرهای گرفته شده از فضا، در ۲۴ اکتبر ۱۹۴۶ گرفته شده‌است؛ یعنی ۱۴ ماه پس از پایان جنگ جهانی دوم و تقریباً ۱۱ سال پیش از پرتاب اسپیوتنیک توسط مهندسان و دانشمندان ارتش شوروی سابق. این عکس‌ها با استفاده از فاو-۲ که از پایگاه فضایی وایت سند در نیومکزیکو پرتاب شده بود، گرفته شدند.

### اولین تصویر از زمین
موشک وایت سندز با نام رسمی فاو-۲ شماره ۱۳ نسخه ارتقاء یافته موشک فاو-۲ بود که نخستین شیء ساخته بشر است که از درون فضا از زمین تصویر برداشته است. این موشک در ۲۴ اکتبر ۱۹۴۶ از حوزه موشکی وایت سندز واقع در وایت سندز، نیومکزیکو پرتاب شد و تا ارتفاع ۱۰۵ کیلومتر (۶۵ مایل) بالا رفت. تصویر مشهوری که این راکت از زمین گرفته، توسط یک دوربین فیلم‌برداری ۳۵میلی‌متری سیاه‌وسفید برداشته شده‌است.